# 3e division (Nouvelle-Zélande)
Pour les articles homonymes, voir 3e division.
La 3e division néo-zélandaise était une division des forces militaires néo-zélandaises.
Formée en 1942, elle a combattu contre les Japonais dans le théâtre du Pacifique (Pacific Ocean Areas). La division a pris part à la campagne des îles Salomon de 1943 à 1944, au cours de laquelle elle effectua des débarquements à Vella Lavella, les îles du Trésor et les îles Green. En raison de la pénurie de main-d'œuvre, pendant la majeure partie de son existence, la division ne comprenait que deux brigades d'infanterie en plus du personnel de soutien, sa troisième brigade étant dissoute peu de temps après sa formation. En 1944, la pénurie de main-d'œuvre dans l'économie néo-zélandaise est devenue aiguë et a entraîné la dissolution de la division. La majorité de ses effectifs a été réintégrée dans des emplois civils, bien qu'environ 4 000 hommes aient été envoyés en Italie pour renforcer la 2e division, avant de poursuivre la guerre en mai 1945.